# Aqua Augusta

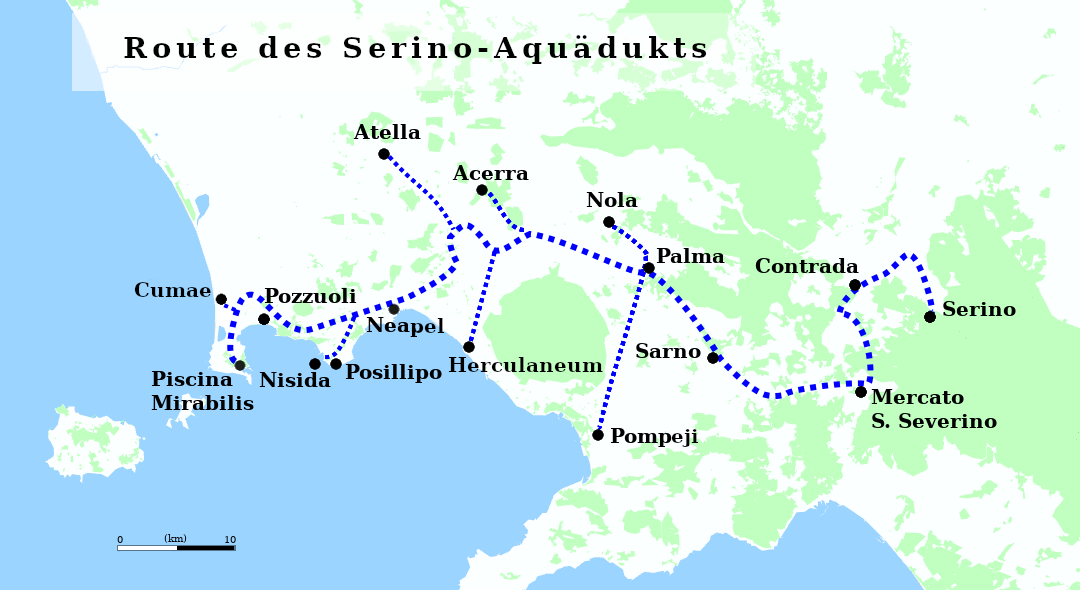
Route van het Serino-aqueduct

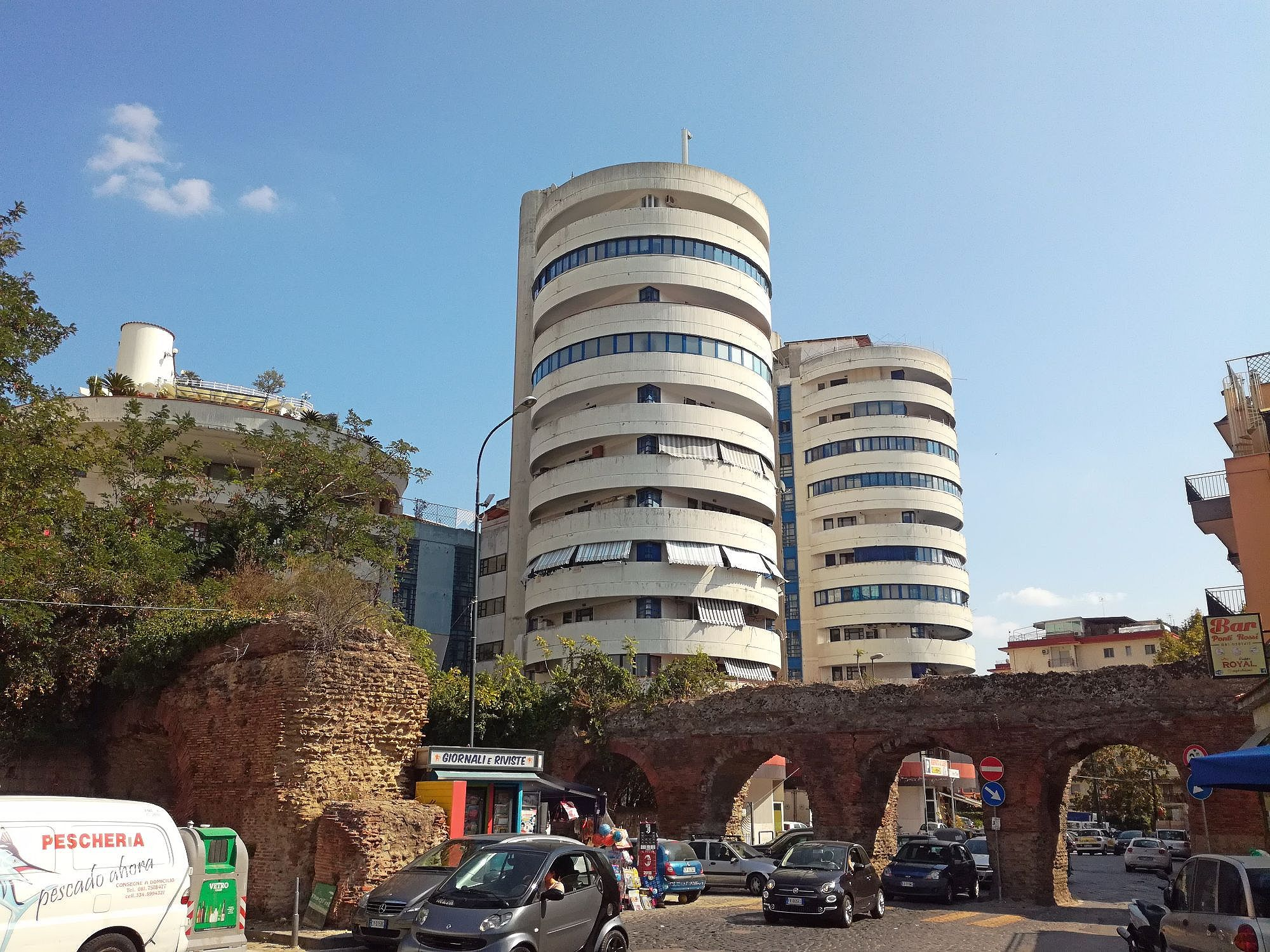
Restant van de Aqua Augusta in Napels

Het Aqua Augusta of Serino-aquaduct was een aquaduct om water te leveren aan plaatsen aan of bij de baai van Napels. Dit waren onder andere Nola, Pompeï, Stabiae, Neapolis (het huidige Napels), Baiae en Cumae. Het aquaduct begon bij het huidige plaatsje Serino en eindigde na 96 km in een enorme cisterne (de zogenaamde Piscina Mirabilis) in de marinehaven Misenum. Het aquaduct werd in opdracht van keizer Augustus gebouwd, waarschijnlijk tussen 30 en 20 v.Chr.
Tegenwoordig is er nog weinig over van het aquaduct; er kunnen nog delen gevonden worden in verschillende plaatsen, waaronder een aantal in en rond Napels.

## Trivia
Het aquaduct speelt een belangrijke rol in het boek Pompeii van Robert Harris.